# Jezioro Imielińskie
Jezioro Imielińskie lub Jeziorko Imielińskie (dawna nazwa: Jezioro Ptasie) – zbiornik wodny, wraz z otoczeniem objęty ochroną jako użytek ekologiczny w Warszawie, w dzielnicy Ursynów.

## Położenie
Jezioro znajduje się na obszarze MSI Stary Imielin. Jest ono unikatowym polodowcowym zbiornikiem wodnym na terenie Warszawy. Jego wiek szacuje się na około 200 tys. lat. Położone jest w niecce wyścielonej nieprzepuszczalnymi glinami po tzw. martwym lodzie, wypełnionej nawodnionymi piaskami. Średnicę jeziora można określić na ok. 120 do 140 m.
Usytuowane jest na Starym Imielinie między ulicami Makolągwy, Bekasów, rtm. Pileckiego, Zięby, Mewy, Łukaszczyka, Perkoza i Roentgena. Wpisuje się w ciąg powiązań ekologicznych między Lasem Kabackim, Skarpą Wiślaną, Potokiem Służewieckim i doliną Raszynki.
Zgodnie z ustaleniami w ramach Programu Ochrony Środowiska dla m.st. Warszawy na lata 2009-2012 z uwzględnieniem perspektywy do 2016 r. jezioro położone jest na terenie wysoczyzny i zasilane jest stale wodami podziemnymi. Odpływ natomiast ma formę cieku. Powierzchnia jeziora wynosi 1,0726 ha. Akwenowi towarzyszy mniejszy zbiornik – Staw przy jeziorze Imielińskim o powierzchni 0,1615 ha. Jezioro leży na obszarze zlewni Kanału Grabowskiego, z którym połączenie następuje poprzez Kanał Imieliński.

## Przyroda
W listopadzie 1993 wojewoda warszawski ustanowił użytek ekologiczny „Jeziorko Imielińskie” obejmujący obszar ponad 10 ha. W 1996 decyzja ta została uchylona przez Prezesa Rady Ministrów bez podania przyczyny. Otworzyło to drogę do intensywnego zabudowywania okolic jeziora przez deweloperów, co doprowadza do jego stopniowej degradacji. Jezioro stale wysycha, redukcji ulegają także flora i fauna znajdujące się w otulinie obszaru. Spowodowane jest to poprzez obniżanie poziomu wód gruntowych, które zasilają jezioro. W 2002 ustanowiono na terenie wokół jeziora użytek ekologiczny o powierzchni 3,95 ha rozporządzeniem nr 74 Wojewody Mazowieckiego (wraz z późniejszymi zmianami) z dnia 5 września 2002 r. (Dz. Urz. Woj. Mazowieckiego nr 242 z 2002 r., poz. 6179) z uwagi na konieczność ochrony miejsc rozrodu rzadkich gatunków ptaków.
Jezioro jest bardzo cennym przyrodniczo akwenem. Szuwary zarastające ponad połowę jego powierzchni spełniają rolę ostoi, miejsca żerowania i miejsca lęgowego licznych gatunków ptactwa wodnego, w tym gatunków objętych ochroną prawną. Na terenie jeziora występują: perkozek, perkoz rdzawoszyi, zausznik, łabędź niemy, czernica, głowienka, błotniak stawowy, wodnik, wąsatka, kaczka krzyżówka, trzcinniczek, bączek, łęczak i płatkonóg szydłodzioby.